# Feletto
Feletto és un comune (municipi) de la ciutat metropolitana de Torí, a la regió italiana del Piemont, situat a uns 25 quilòmetres al nord de Torí. A 1 de gener de 2019 la seva població era de 2.265 habitants.
Feletto limita amb els següents municipis: San Giorgio Canavese, Rivarolo Canavese, Lusigliè, San Giusto Canavese i Bosconero.